# Stiftelsen Tinius
Stiftelsen Tinius är en norsk stiftelse som sedan 2024 är ägare av Schibsted Media. Stiftelsen grundades av Tinius Nagell-Erichsen 1996 och ska enligt sina stadgar säkerställa det långsiktiga ägandet av Schibsted Media och värna om förutsättningarna för redaktionellt oberoende, trovärdighet och kvalitet i koncernens samtliga publikationer.